# Нортон-Саунд

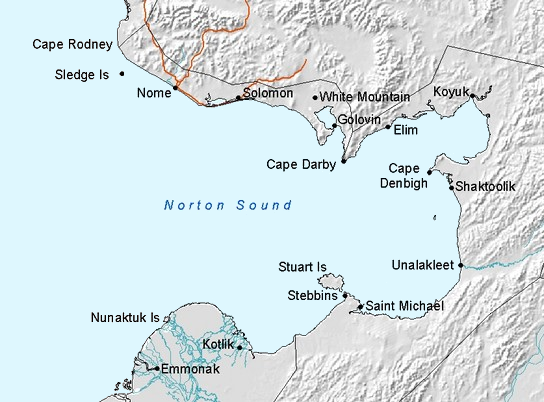
Нортон Саунд

Нортон-Саунд — затока Берингового моря на західному узбережжі американського штату Аляска, на південь від півострова Сьюард. Розміри затоки приблизно 240 км у довжину та 200 км у ширику. Дельта річки Юкон утворює частину південного берега, і вода з Юкону впливає на цю водойму. Затока без льоду з червня по жовтень.
Нортон-Саунд був досліджений капітаном Джеймсом Куком у вересні 1778 року. Він назвав водойму на честь сера Флетчера Нортона, тодішнього спікера британської палати громад.
Район Нортон-Саунд був домом для Юпіків та Інупіатів протягом багатьох століть. Це межа між двома народами; інупіати живуть на півночі, а юпіки — на півдні. Місто Ном розташоване вздовж північного краю затоки Нортон. Села Елім, Головін, Стеббінс, Вайт-Маунтін, Коюк, Шактулік, Сент-Майкл і Уналакліт знаходяться на берегах або водних шляхах, що впадають у Нортон-Саунд. Перегони на собачих упряжках Iditarod Trail проходять через прибережні села між Уналакліт і Ном.
Гідроавіаносець Norton Sound був названий на честь затоки.